# Bukit Lipeh
Bukit Lipeh är en kulle i Indonesien.   Den ligger i provinsen Aceh, i den västra delen av landet, 1 600 km nordväst om huvudstaden Jakarta. Toppen på Bukit Lipeh är 54 meter över havet.
Terrängen runt Bukit Lipeh är huvudsakligen platt.Runt Bukit Lipeh är det ganska tätbefolkat, med 52 invånare per kvadratkilometer. Omgivningarna runt Bukit Lipeh är en mosaik av jordbruksmark och naturlig växtlighet.